# Ashlyn Harris
Ashlyn Michelle Harris (Cocoa Beach, 19 ottobre 1985) è un'ex calciatrice statunitense.

## Biografia

### Carriera
Ha frequentato l'Università della Carolina del Nord vincendo tre campionati nel 2006, 2008 e 2009. Harris esordisce il 14 aprile contro i Boston Breakers. Registra 18 presenze per gli Spirit che non accedono ai playoffs. Ha debuttato con la nazionale maggiore l'11 marzo 2013. Nel luglio 2013, Harris insieme alla compagna di squadra Ali Krieger, raggiunge le compagne di squadra della nazionale Whitney Engen, Christen Press e Meghan Klingenberg nel club svedese Tyresö FF. Gioca sette partite in campionato e quattro nella UEFA Women's Champions League. A dicembre Harris e Krieger annunciano il loro ritorno ai Washington Spirit per la stagione 2014.
Il 20 ottobre 2015 l'Orlando Pride entra a far parte della National Women's Soccer League, che organizza una sessione di draft espansivi per consentire ai Pride di scegliere dieci giocatrici dalla lega. I Washington Spirit non inseriscono Harris nella lista delle giocatrici protette dalla selezione consentendo così ad Orlando di scegliere Harris come seconda scelta. Harris ha fatto la sua prima apparizione con Orlando il 17 aprile contro le Portland Thorns. Il 15 novembre 2022 annuncia il ritiro dal calcio giocato.

### Vita privata
Il 13 marzo 2019 ha annunciato il suo prossimo matrimonio con la collega, nonché compagna di nazionale, Ali Krieger, conosciuta durante un ritiro con la loro nazionale; si sono sposate nel dicembre 2019 e hanno divorziato nell'ottobre 2023 dopo quattro anni di matrimonio.
Nell'autunno 2023 ha intrapreso una relazione con l'attrice statunitense Sophia Bush, rivelandola al pubblico nell'aprile 2024.

## Palmarès
- Campionato mondiale femminile di calcio: 2

Canada 2015, Francia 2019
- Algarve Cup: 3

2011, 2013, 2015
- CONCACAF Women's Championship : 1

2014